# Otakar Berger

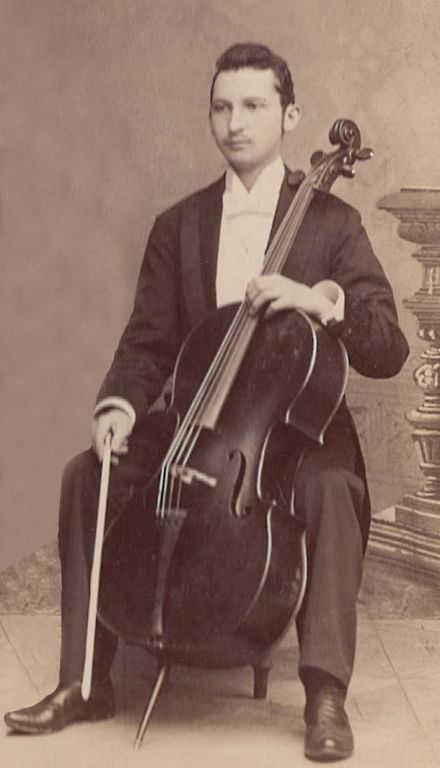
Otakar Berger

Otakar Berger (Otto Wenzel Berger; * 4. Januar 1873 in Moorgrund an der Aupa; † 29. Juni 1897 in Machau) war ein tschechischer Cellist.
Berger war ein Sohn des Lehrers Jan Berger und dessen Ehefrau Anna, geborene Řepková. Nach dem Besuch des deutschen Benediktinerkloster-Gymnasium in Braunau studierte er Cello am Prager Konservatorium bei Hanuš Wihan und František Hegenbarth sowie Komposition bei Antonín Dvořák. Weitere seiner Lehrer waren Josef Bohuslav Foerster und Karel Stecker. Mit seinen Freunden Josef Suk, Oskar Nedbal und Karel Hoffmann gründete er 1892 das Czech String Quartet, das mit großem Erfolg u. a. in Prag und Wien auftrat. Als er 1893 an Tuberkulose erkrankte, suchte er vergeblich Heilung in Bad Reinerz (Dušníky) und dem Südtiroler Gries bei Bozen. Während dieser Zeit vertrat ihn sein Lehrer Wihan, der nach seinem Tod 1897 festes Mitglied des Quartetts wurde.